# Onthophagus bilingula
Onthophagus bilingula är en skalbaggsart som beskrevs av Vladimir Balthasar 1965. Onthophagus bilingula ingår i släktet Onthophagus och familjen bladhorningar. Inga underarter finns listade i Catalogue of Life.